# Ángel Álvarez Gil
Ángel Luis Álvarez Gil es un político y abogado venezolano, actual diputado a la Asamblea Nacional por el estado Carabobo. Fue elegido por Cuentas Claras, luego militó en Voluntad Popular y actualmente es dirigente de Vente Venezuela.

## Biografía

### Vida privada
Es el mayor de tres hermanos (Jesús Alberto Álvarez Gil y José Ignacio Álvarez Gil), proveniente de una familia de políticos juristas entre los que cuenta Luis Gil Fragachan dirigente de Acción Democrática, ex comisionado del presidente Rómulo Betancourt.
Álvarez es licenciado en Relaciones Industriales, egresado de la Facultad de Ciencias Económicas y Sociales de la Universidad de Carabobo. Además es abogado por la Universidad Arturo Michelena.

### Diputado
Álvarez es licenciado en Relaciones Industriales, egresado de la Facultad de Ciencias Económicas y Sociales de la Universidad de Carabobo. Además es abogado por la Universidad Arturo Michelena.
En las elecciones primarias de la Mesa de la Unidad Democrática de 2015, es elegido como candidato de dicha coalición a diputado suplente a la Asamblea Nacional, junto a Vicencio Scarano quien encabezaría el circuito 3 del estado Carabobo.
El 4 de noviembre de 2015, Scarano es inhabilitado políticamente por órdenes del Tribunal Supremo de Justicia, quedando Álvarez como el candidato principal de la MUD al parlamento nacional. En las elecciones del 6 de diciembre de 2015 elección donde la MUD logró la mayoría absolutda, Álvarez se convierte en diputado junto con María Mulino su suplente, recibiendo 187.642 votos (80,91%), siendo el primer candidato más votado en Carabobo y segundo a nivel nacional.
El 5 de enero de 2016, es investido como diputado. El 2 de agosto de ese año, abandona su partido Cuentas Claras, para formar parte de Voluntad Popular (VP). Apoyó durante la crisis presidencial a su copartidario Juan Guaidó y encabezó diversas protestas en Carabobo en su apoyo. En 2023 abandonó Voluntad Popular y posteriormente como independiente en apoyo a la candidata María Corina Machado en las primarias opositoras, de la que se convirtió en jefe de campaña en el Estado Carabobo.